# Adolf zu Ysenburg-Büdingen

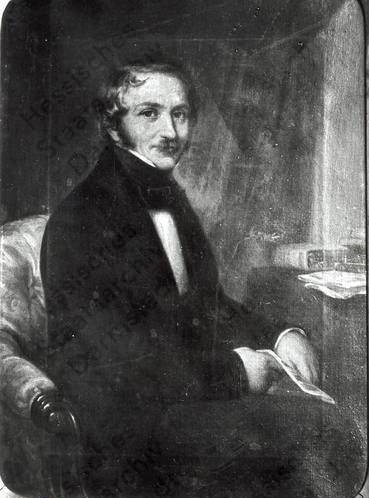
Porträt von Adolf II. Fürst zu Ysenburg und Büdingen in Wächtersbach

Adolf Graf zu Ysenburg-Büdingen (* 26. Juli 1795 in Wächtersbach; † 22. August 1859 in Frankfurt am Main) war als Standesherr Mitglied der Ersten Kammer der Landstände des Großherzogtums Hessen und der Kurhessischen Ständeversammlung.

## Leben

### Herkunft und Familie
Adolf zu Ysenburg-Büdingen wurde als Sohn des Grafen Ludwig Maximilian zu Ysenburg und Büdingen (1741–1805) und dessen Gemahlin  Gräfin Auguste zu Sayn-Wittgenstein (1763–1800) geboren. Sein Bruder Ludwig Maximilian (1791–1821) war Standesherr und Abgeordneter.

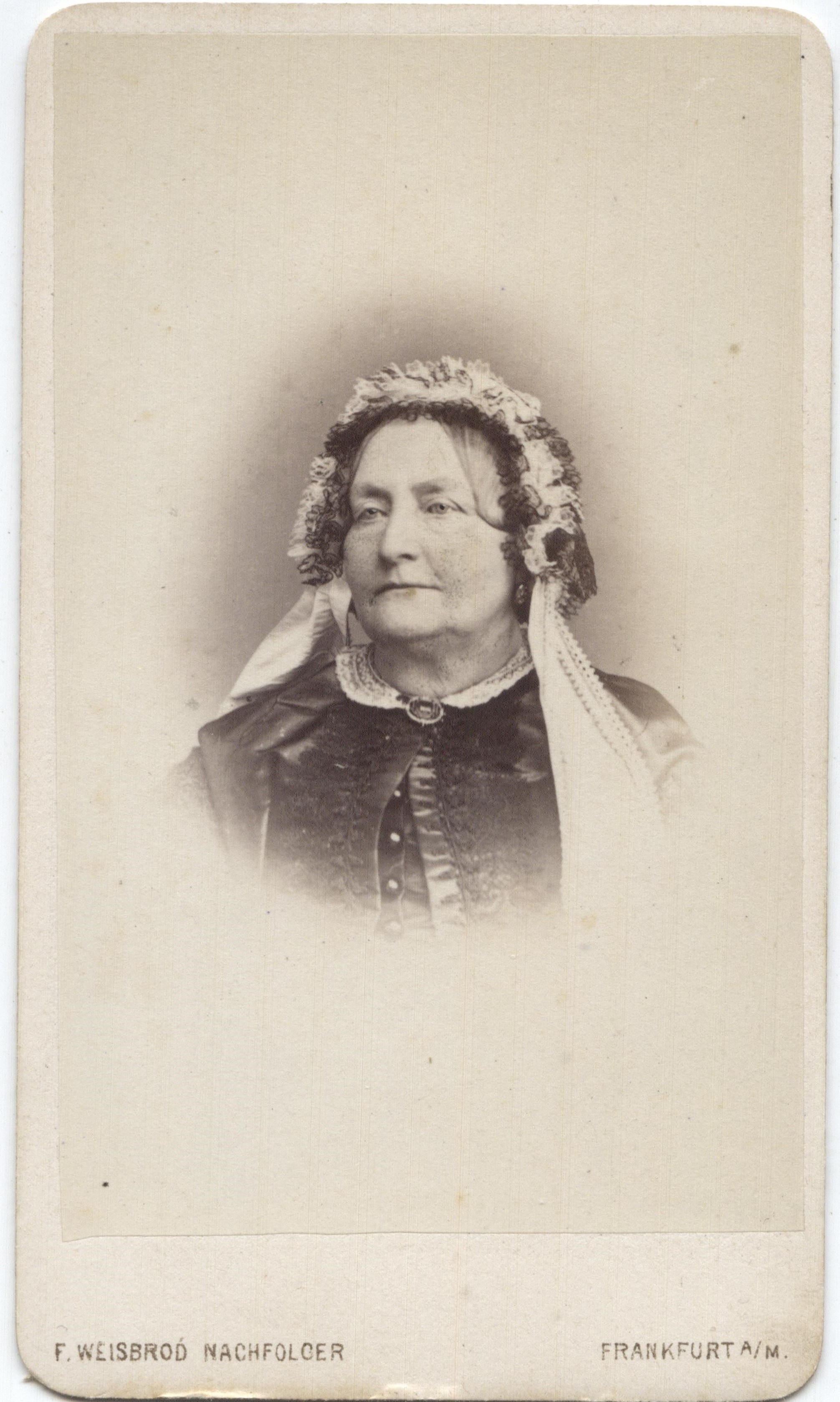
Ehefrau von Adolf Graf zu Ysenburg-Büdingen, geb. Gräfin Luise Charlotte Philippine Gräfin zu Ysenburg-Wächtersbach

Am 14. Oktober 1823 heiratete Adolf in Philippseich die Gräfin Luise Charlotte Philippine zu Ysenburg und Büdingen (1798–1877, Tochter des Grafen Heinrich Ferdinand zu Ysenburg-Büdingen und Gräfin Amalie Isabelle zu Bentheim-Tecklenburg-Rheda). Aus der Ehe ging der Sohn Ferdinand (1824–1903) hervor.

### Leben
Adolf zu Ysenburg-Büdingen war beim Tod des Vaters erst 10 Jahre alt und kam daher gemeinsam mit seinem Bruder an den Hof von Carl von Isenburg-Birstein nach Offenbach. Danach besuchte er das Gymnasium in Heidelberg und dann bis 1813 in Gotha. Nach der Völkerschlacht bei Leipzig reiste er nach Frankfurt am Main, wo er vom Kaiser eine Offiziersstelle im Regiment Hessen-Homburg angeboten bekam. In der Schlacht bei Lodi wurde er durch einen Brustschuss verletzt und entging dem Tod nur durch den Umstand, dass der Schuss durch ein Notizbuch in der Brusttasche aufgehalten wurde. An den Folgen der Verletzung litt er sein Leben lang.
Nach dem Tod seines älteren Bruders übernahm er 1821 die Standesherrschaft mit der auch ein Sitz in der Ersten Kammer des Landtags des Großherzogtums Hessen verbunden war. Am 9. Oktober 1847 verzichtete er aus gesundheitlichen Gründen und machte damit einen Platz im Parlament für seinen Sohn frei.
1831 war er Mitglied der Kurhessischen Ständeversammlung, die sich nach den Unruhen der Jahre 1830/1831 zum Zwecke der Verabschiedung einer Verfassung gebildet und bis zur Annexion Hessens durch Preußen Bestand hatte.
Am 8. Juni 1832 gründete Adolf II., zusammen mit 6 weiteren Teilhabern, eine Steingutfabrik in Weilers, die Waechtersbacher Keramik. Die Produktion des jungen Unternehmens wurde zum 1. Januar 1834 nach Schlierbach verlegt und dort im Laufe der Jahre systematisch ausgebaut. 1857 ging die Fabrik ganz „in den Besitz des Fürsten von Ysenburg-Wächtersbach über“.